# Isla Coal
La isla Coal (en inglés: Coal Island) es una isla rocosa y pequeña, cubierta con tussok, situada al lado oeste de la entrada al Puerto del Carbón, cerca del extremo oeste de Georgia del Sur. Fue descubierta y trazada por el personal de Investigaciones Discovery durante el período 1926 y 1930, y por el HMS Owen en 1960-61. Fue nombrado por el Comité Antártico de Lugares Geográficos del Reino Unido en 1963 en asociación con el Puerto del Carbón.
La isla es administrada por el Reino Unido como parte del territorio de ultramar de las Islas Georgias del Sur y Sandwich del Sur, pero también es reclamada por la República Argentina que la considera parte del Departamento Islas del Atlántico Sur dentro de la provincia de Tierra del Fuego, Antártida e Islas del Atlántico Sur.